# 홍콩의 경제

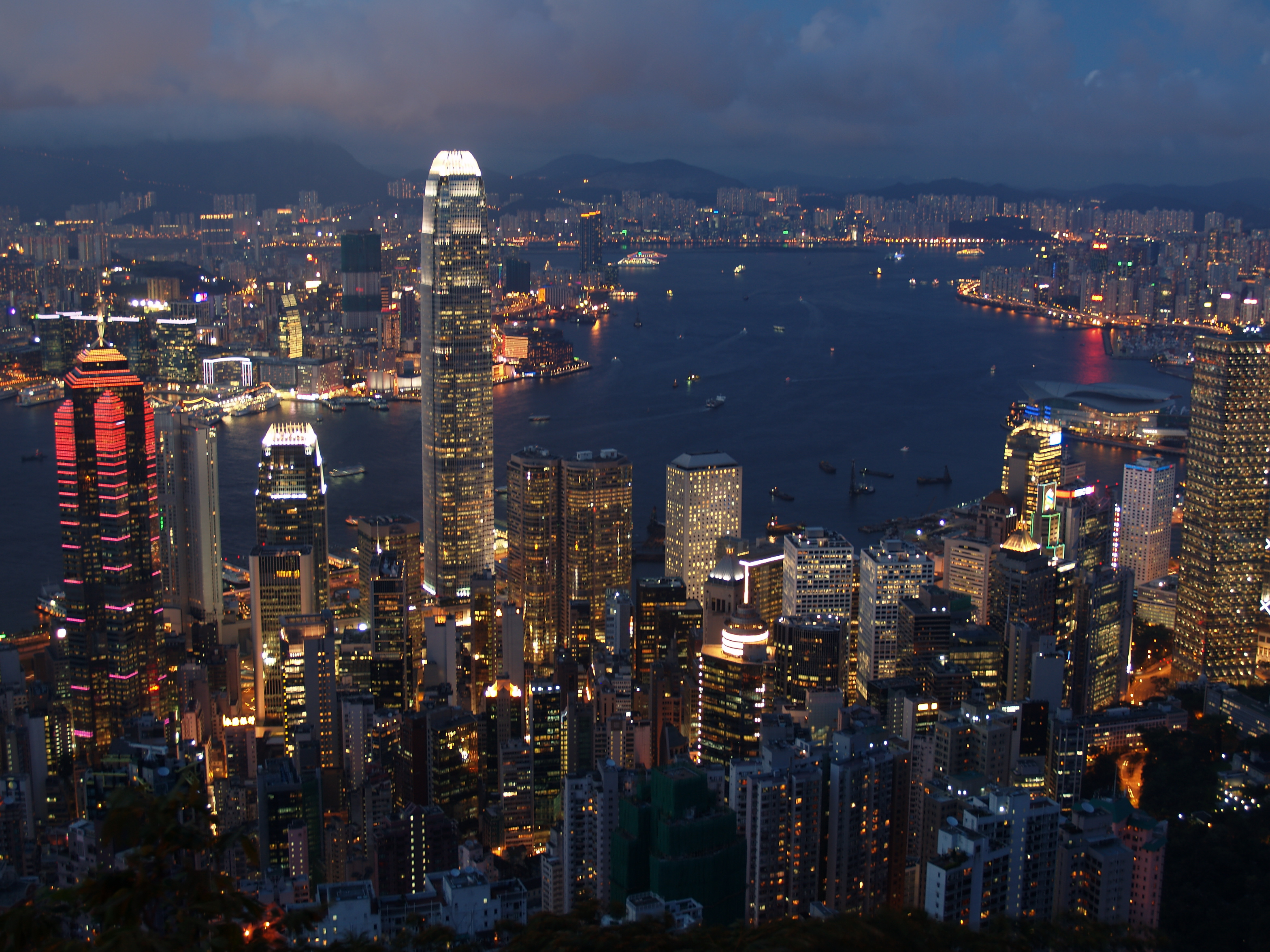

홍콩의 경제는 자유방임주의에 따라 홍콩의 경제는 국제 무역 및 금융에 크게 의존하고 있다. 건강한 금융 시스템, 거의 없는 공공 부채, 강력한 법률 체계, 충분한 외환 보유, 엄격한 대부패 정책 및 중국 대륙과 긴밀한 관계를 포함하는 홍콩의 경제 강점은 홍콩이 신속하게 변화하는 상황에 대응할 수 있도록 만든다.
1961년과 1997년 사이에 홍콩의 GDP는 180배, 개인 당 GDP는 87배 성장하였다.
경제시장의 크기는 이스라엘이나 체코 공화국보다 살짝 크며 구매력평가에서의 개인 당 GDP는 스위스나 네덜란드보다 높고 미국보다 살짝 낮은 전 세계적으로 7위 수준이다. 20세기 말, 홍콩은 세계에서 일곱번째로 가장 큰 항구였으며 컨테이너 처리량으로만 보면 뉴욕과 로테르담에 버금가는 수준이였다. Kwai Chung 컨테이너 회사는 아시아에서 가장 큰 회사였다; 동시에, 홍콩의 선박 소유 업자들은 총합 용적 총수로 봤었을 때는 그리스에 견줄 만 했었다.
홍콩거래소는 세계에서 여섯번째로 가장 크며 시장의 자본화는 대략 US 2.97조 달러정도이다.
홍콩은 또한 근처의 지역에서 풍부한 노동력을 얻는다. 이러한 숙련된 노동인력에 현대 영국/서양식의 사업 방식과 기술의 도입이 더불어져 대외 무역, 투자, 신병 모집의 기회가 최대화 가 되도록 보장된다. 홍콩 정부는 토지의 판매 및 과세에서 수익을 얻지만, 이익을 위해 산업 및 상업에 종사하지는 않는다. 이 수익에서부터 정부는 도로, 학교, 병원 등의 공공시설과 공익사업을 세웠다. 이는 또한 복지 보험 제도를 운영케 했다. 정부는 대규모 예산 적자와 부딪치는 것을 피했고, 공공대출을 억제 함을 통해 신용 팽창과 인플레이션의 발목을 붙잡을 수 있었다
세상에서 가장 부유한 경제시장임에도 불구하고 ‘지니계수’ 가 나타나는 바에 따르면 홍콩에서 빈부격차는 날이 갈수록 더 커진다고 한다.
홍콩의 2006년 수치는 53.3 인데 이는 부자와 가난한 사람과의 격차가 중국 대륙보다 더 크다는 뜻이다.

## 역사
1814년 1월 홍콩 섬을 점령한 영국은 홍콩을 자유무역항으로 지정했다. 청나라와 오스트레일리아, 미국, 유럽을 잇는 해상 교통의 중심지라는 유리한 지리적 조건과 영국 식민 정부의 자유무역정책, 항만과 도로 등 사회간접자본에 대한 적극적인 투자는 홍콩을 국제 중개 무역항으로 성장할 수 있게 했다. 홍콩 무역에서 가장 큰 비중을 차지한 것은 아편의 밀무역과 쿨리 무역이었다. 1860년대 들어서면서 아시아 각국이 개방을 하게 됨에 따라 홍콩은 중계 무역의 중심지가 되었고 미국이 남북전쟁으로 유럽으로의 면화 수출을 중단하게 됨으로써 인도와 청나라에서 생산된 면화를 유럽으로 수출하는 중계 무역항이 되었다.128 뿐만 아니라 인도 상인들이 청나라와 인도차이나 반도와의 무역에서의 지리적 이점을 주목하고 홍콩의 금융업과 무역업에 투자하게 되면서 경제적인 부흥을 경험했다.129
홍콩의 산업화는 1941년부터 1945년까지 일본에 점령되고 1946년 영국으로 돌아오면서부터 시작되었다. 1949년 중화인민공화국이 건국되고 1950년 한국전쟁이 발발하면서 홍콩의 중개 무역은 침체기를 겪었다. UN의 중화인민공화국과의 교역금지조치는 홍콩이 수출 지향적 공업화를 추진하게 된 계기가 되었고 이 기간 동안 제조업의 확대가 이뤄졌다. 국공내전이 계속되면서 상하이의 섬유 산업 자본을 비롯한 많은 인구가 홍콩으로 유입되었는데 이로 인한 물가와 주거비용 상승은 실질 임금의 상승을 억제하였다. 또한 중국 대륙에서 시작된 민족주의와 공산주의의 대립과 난민 의식은 노조설립과 활동을 억제하면서 홍콩이 자유방임적 경제 정책을 유지해 나갈 수 있게 했다. 민족주의와 공산주의의 대립은 좌우익 노조 간의 대립을 낳았고, 난민의식으로 말미암아 가족과 친족에 의존하게 되는 가족주의의 형성은 노조에 대한 심리적 저항감을 갖게 했다는 점에서 노동조합의 설립과 활동이 억제되었다. 이는 홍콩이 자유방임주의 경제 정책을 유지할 수 있게 하였다.130
1970년대 들어서면서 홍콩의 경제 또한 석유 파동과 같은 세계적 경제침체와 보호무역주의의 확산으로 수출의 확대에 어려움을 겪게 되었다. 1960년대부터 형성된 전자, 의류,  산업 또한 규모의 영세함과 기술의 취약함으로 한계에 직면했고 산업구조의 전환을 꾀해야만 했다. 홍콩은 1970년대 후반부터 산업구조에서의 변화를 추진하여 섬유, 플라스틱, 신발 등 기존의 수출 상품들의 비중이 감소하고 계산기와 컴퓨터 등 기술 집약형 상품들이 개발되었다. 또한 1978년부터 중화인민공화국이 개혁개방을 진행하면서 홍콩과 인접한 선전시와 광둥성, 푸젠성에 새로운 산업 단지를 조성하기도 했다. 하지만 이러한 개혁개방은 제조업의 위축을 가져왔는데 임금 인상에 대한 부담, 미국을 비롯한 선진국들의 쿼터량 제한 조치는 홍콩 내의 제조업체들이 공장을 중국 대륙으로 이전하게 되는 결과를 가져왔다. 1997년 영국의 홍콩 이양은 사회주의 경제 체제에 대한 반발로 자본과 기술인력의 해외 유출 현상을 가져왔다. 이에 외환위기와 동아시아 지역의 경제 침체로 홍콩 제조업은 위축되게 되었다.133

## 경제 자료
| 연도 | GDP (in Bil. US$PPP) | 일인당 GDP (in US$ PPP) | GDP (in Bil. US$nominal) | 일인당 GDP (in US$ nominal) | GDP 성장률 (실질) | 인플레이션율 (%) | 실직율 (%) | 정부 부채 (GDP 중 %) |
| ---- | -------------------- | ----------------------- | ------------------------ | --------------------------- | ----------------- | ---------------- | ---------- | -------------------- |
| 1980 | 36.1                 | 7,130.7                 | 28.9                     | 5,704.0                     | 10.3%             | 4.4%             | 3.8%       | n/a                  |
| 1981 | 43.1                 | 8,325.5                 | 31.1                     | 5,995.2                     | 9.2%              | 9.5%             | 3.9%       | n/a                  |
| 1982 | 47.1                 | 8,956.7                 | 32.3                     | 6,139.0                     | 2.9%              | 11.0%            | 3.5%       | n/a                  |
| 1983 | 51.9                 | 9,701.3                 | 29.9                     | 5,590.2                     | 6.0%              | 9.9%             | 4.4%       | n/a                  |
| 1984 | 59.2                 | 10,892.1                | 33.5                     | 6,170.5                     | 10.0%             | 8.5%             | 3.9%       | n/a                  |
| 1985 | 61.5                 | 11,173.8                | 35.7                     | 6,490.4                     | 0.7%              | 3.6%             | 3.2%       | n/a                  |
| 1986 | 69.7                 | 12,515.9                | 41.1                     | 7,380.1                     | 11.1%             | 3.6%             | 2.8%       | n/a                  |
| 1987 | 80.9                 | 14,415.0                | 50.6                     | 9,015.2                     | 13.4%             | 5.7%             | 1.7%       | n/a                  |
| 1988 | 90.9                 | 16,032.8                | 59.7                     | 10,527.5                    | 8.5%              | 7.8%             | 1.4%       | n/a                  |
| 1989 | 96.6                 | 16,877.5                | 68.8                     | 12,012.6                    | 2.3%              | 10.2%            | 1.1%       | n/a                  |
| 1990 | 104.1                | 18,099.3                | 76.9                     | 13,374.3                    | 3.8%              | 10.3%            | 1.3%       | n/a                  |
| 1991 | 113.8                | 19,563.0                | 89.0                     | 15,297.6                    | 5.7%              | 11.2%            | 1.8%       | n/a                  |
| 1992 | 123.6                | 20,995.4                | 104.3                    | 17,710.5                    | 6.2%              | 9.6%             | 2.0%       | n/a                  |
| 1993 | 134.4                | 22,405.6                | 120.4                    | 20,065.7                    | 6.2%              | 8.8%             | 2.0%       | n/a                  |
| 1994 | 145.5                | 23,784.5                | 135.8                    | 22,194.0                    | 6.0%              | 8.8%             | 1.9%       | n/a                  |
| 1995 | 152.1                | 24,262.2                | 144.7                    | 23,070.5                    | 2.4%              | 9.0%             | 3.2%       | n/a                  |
| 1996 | 161.5                | 24,975.4                | 159.7                    | 24,699.0                    | 4.3%              | 6.3%             | 2.8%       | n/a                  |
| 1997 | 172.7                | 26,496.4                | 177.3                    | 27,214.6                    | 5.1%              | 5.8%             | 2.2%       | n/a                  |
| 1998 | 164.3                | 24,962.9                | 168.9                    | 25,649.1                    | -5.9%             | 2.8%             | 4.7%       | n/a                  |
| 1999 | 170.8                | 25,737.3                | 165.7                    | 24,969.0                    | 2.5%              | -4.0%            | 6.3%       | n/a                  |
| 2000 | 188.1                | 28,025.5                | 171.6                    | 25,574.5                    | 7.7%              | -3.7%            | 4.9%       | n/a                  |
| 2001 | 193.4                | 28,737.1                | 169.4                    | 25,166.9                    | 0.6%              | -1.6%            | 5.1%       | n/a                  |
| 2002 | 199.7                | 29,688.3                | 166.3                    | 24,731.1                    | 1.7%              | -3.0%            | 7.3%       | n/a                  |
| 2003 | 209.8                | 31,022.4                | 161.4                    | 23,856.5                    | 3.1%              | -2.6%            | 7.9%       | n/a                  |
| 2004 | 234.2                | 34,456.0                | 169.1                    | 24,873.9                    | 8.7%              | -0.4%            | 6.8%       | 1.9%                 |
| 2005 | 259.4                | 37,938.2                | 181.6                    | 26,551.8                    | 7.4%              | 0.9%             | 5.6%       | 1.7%                 |
| 2006 | 286.2                | 41,456.1                | 193.5                    | 28,028.2                    | 7.0%              | 2.0%             | 4.8%       | 1.4%                 |
| 2007 | 313.0                | 45,106.1                | 211.6                    | 30,494.6                    | 6.5%              | 2.0%             | 4.0%       | 1.2%                 |
| 2008 | 325.8                | 46,777.4                | 219.3                    | 31,487.9                    | 2.1%              | 4.3%             | 3.5%       | 1.0%                 |
| 2009 | 319.8                | 45,706.2                | 214.0                    | 30,594.0                    | -2.5%             | 0.6%             | 5.3%       | 0.7%                 |
| 2010 | 345.5                | 48,996.0                | 228.6                    | 32,421.4                    | 6.8%              | 2.3%             | 4.3%       | 0.6%                 |
| 2011 | 369.7                | 51,998.8                | 248.5                    | 34,955.1                    | 4.8%              | 5.3%             | 3.4%       | 0.6%                 |
| 2012 | 373.5                | 52,082.4                | 262.6                    | 36,623.7                    | 1.7%              | 4.1%             | 3.3%       | 0.5%                 |
| 2013 | 385.4                | 53,453.6                | 275.7                    | 38,233.4                    | 3.1%              | 4.3%             | 3.4%       | 0.5%                 |
| 2014 | 396.0                | 54,604.9                | 291.5                    | 40,185.3                    | 2.8%              | 4.4%             | 3.3%       | 0.1%                 |
| 2015 | 411.3                | 56,266.9                | 309.4                    | 42,325.4                    | 2.4%              | 3.0%             | 3.3%       | 0.1%                 |
| 2016 | 419.8                | 56,903.2                | 320.9                    | 43,488.2                    | 2.2%              | 2.4%             | 3.4%       | 0.1%                 |
| 2017 | 442.4                | 59,667.9                | 341.3                    | 46,025.7                    | 3.8%              | 1.5%             | 3.1%       | 0.1%                 |
| 2018 | 465.9                | 62,220.8                | 361.7                    | 48,310.0                    | 2.8%              | 2.4%             | 2.8%       | 0.1%                 |
| 2019 | 466.3                | 61,999.4                | 363.1                    | 48,274.9                    | -1.7%             | 2.9%             | 2.9%       | 0.3%                 |
| 2020 | 441.0                | 59,380.4                | 344.9                    | 46,443.6                    | -6.5%             | 0.3%             | 5.8%       | 1.0%                 |
| 2021 | 488.5                | 65,980.6                | 369.2                    | 49,865.4                    | 6.3%              | 1.6%             | 5.2%       | 2.1%                 |
| 2022 | 518.7                | 69,987.0                | 368.4                    | 49,699.6                    | -0.9%             | 1.9%             | 4.5%       | 3.3%                 |
| 2023 | 558.4                | 75,134.8                | 387.5                    | 52,132.1                    | 3.9%              | 2.4%             | 4.0%       | 4.3%                 |
| 2024 | 587.1                | 78,651.5                | 406.7                    | 54,494.0                    | 3.0%              | 2.5%             | 3.7%       | 4.7%                 |
| 2025 | 615.2                | 81,952.1                | 427.3                    | 56,912.0                    | 2.9%              | 2.5%             | 3.4%       | 4.8%                 |
| 2026 | 644.9                | 85,404.0                | 449.4                    | 59,514.7                    | 2.9%              | 2.5%             | 3.1%       | 4.7%                 |
| 2027 | 675.8                | 88,978.9                | 471.0                    | 62,015.3                    | 2.8%              | 2.5%             | 2.9%       | 5.4%                 |

## 증권 거래소
홍콩 증권 거래소는 US 2.97조 달러로 세계에서 여섯 번째로 가장 큰 규모를 가지고 있다. 2006년 홍콩에서 실시된 공개공모의 가치는 런던 다음으로 두 번째로 제일 높았다. 2009년 홍콩은 전 세계적으로 IPO 자본의 22퍼센트를 올림으로 인해 세계의IPO중 가장 큰 센터가 되었다. 근 미래의 라이벌이 될 증권 거래소는 상하이 증권 거래소가 될 것이라고 예측된다. 2006년으로 HKEX(홍콩 증권거래소)는 평균적으로 매일 상하이의 열 두배인 US 334억 달러의 턴오버가 있었다.

## 경제 전망
1997년의 양도 이후부터 홍콩 경제의 미래는 중국 대륙으로부터 직접적으로 오는 ‘경제의 세계화’의 경쟁에 훨씬 더 노출되었다. 상하이는 특별히 지리적인 이점과 시 정부의 빠르게는 2010년까지 도시를 정부의 경제중심부로 만들려는 꿈을 득하고 있으며 미래에 대해선 더 현실적인 접근을 유지하고 있다. 홍콩의 주요 교역 파트너는 중화인민공화국, 미국, 일본, 중화민국, 독일, 싱가포르, 대한민국이 남아 있다.

## 적극적 비개입주의
이 정책은 종종 밀튼 프리드먼이나 케이토 연구소 등의 경제 학자들에게 무간섭주의 자본주의의 이점의 예로 인용되었다. 반면 다른 이들은 이 경제 전략이 무간섭주의 라는 용어에 의해 부적절하게 특성화되었다고 주장한다. 그들은 정부가 경제에 참여하고 있는 방법은 아직 많이있다는 것을 지적한다. 정부는 홍콩 주식 시장과 같은 경제적 시설을 만드는 등으로 방해함에 있어 공공 사업과 사회 복지의 지출에 관여한다. 홍콩의 모든 토지는 정부의 소유이며 개인 사용자에게 임대된다. 토지 임대의 판매를 제한함으로써, 홍콩 정부는 일부의 사람들이 인위적으로 높은 가격이라 할 수 있는 토지의 가격을 유지하고 이를 통해 정부는 낮은 세율로 인해 공공 지출을 지원할 수 있다.

## 경제적 자유
홍콩은 연속 17년 동안 월스트리트 저널(Wall Street Journal)과 헤리테지재단의 경제적 자유지수(Heritage Foundation's Index of Economic Freedom)에서 세상에서 가장 자유로운 경제로 선정되었다.
이 지수는 비즈니스, 무역, 투자, 금융, 부동산 권리와 노동에 대한 제한 조치와 정부의 크, 경제의 통화 제어, 부패의 영향을 고려한다. 홍콩은 2014년부터 2018년까지 지수에서 유일하게 100점 만점에 90점 이상을 받은 곳이다.
2021년 헤리티지 재단은 중국 정부의 정책 간섭을 이유로 홍콩에 대한 자유지수 집계를 중단했다.

## 같이 보기
- 중화인민공화국의 경제
- 동아시아의 경제
- 대만의 기적
- 자유 시장